# Philippe Micol

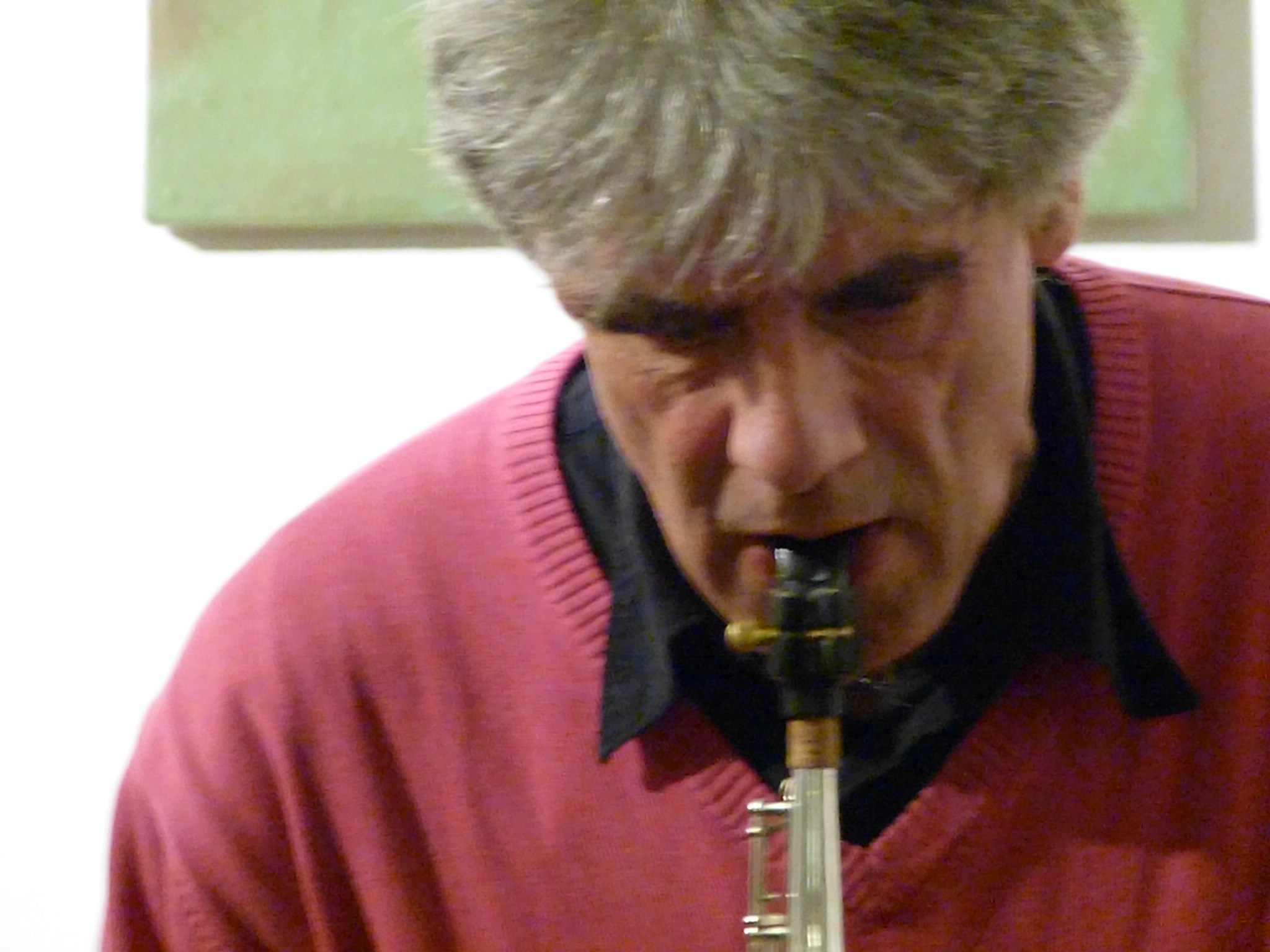
Philippe Micol (2018)

Philippe Micol (* 20. Oktober 1955 in Basel; † 3. Februar 2021 in Duisburg) war ein Schweizer Improvisationsmusiker (Sopransaxophon, Bassklarinette, Klarinette, Tenorsaxophon), Komponist und Konzeptmusiker. Er lebte seit 1995 in Duisburg, wo er auch verstorben ist.

## Leben und Wirken
Micol lebte zwischen 1961 und 1994 in Bern. Er war Mitglied der Gruppe Langsamer Brüter, die sich mit den Werken von John Cage, Morton Feldman, Dieter Schnebel, Klaus Huber, Leoš Janáček, Hanns Eisler, Urs Peter Schneider und Simon Beyeler auseinandersetzte und ungewöhnliche Konzertformen ausprobierte. Nach einem klassischen Klarinettenstudium kam er durch sein Interesse für Neue Musik und neuen Tendenzen im Jazz zum Saxophon und zur improvisierten Musik. 1982 initiierte er mit anderen die Werkstatt für Improvisierte Musik (WIM) in Bern. Zwischen 1987 und 1995 kam es zur Zusammenarbeit mit Malcolm Goldstein; im gleichen Zeitraum trat er auch häufig als Interpret experimenteller Musik in Erscheinung. Ab 1991 arbeitete er auch mit Performance-Künstlerinnen wie Verena Schwab oder Marion Leyh und spielte im Duo mit Markus Eichenberger. 1993 war er in New York City, wo er mit Musikern wie Jim Staley, Fred Lonberg-Holm, Gregg Bendian und Michael Lytle auftrat. Micol ist seit 1990 Mitglied des Ensemble Neue Horizonte Bern.
1994 gründete er mit Marion Leih, Urs Peter Schneider und Ruth Bamberg die „Künstlergruppe Androgyn“ in Bern und Frankfurt am Main. 1997 folgte die Gründung der Videowerkstatt „accidental“ in der Halle 13 in Duisburg.
Auf die Begegnung mit der Medien- und Videokünstlerin Ruth Bamberg erfolgte 1995 der Umzug nach Duisburg, wo er seither mit Improvisationsmusikern wie Erhard Hirt, Joachim Zoepf, Uwe Oberg (CD Sieben Blüten), Claus van Bebber, Stefan Keune, Thomas Lehn, Martin Theurer, Gunda Gottschalk, Paul Lytton, Hans Schneider, Jaap Blonk und Melvyn Poore zusammenarbeitete.
Ab 2012 betreute er die Austausch-Konzertreihe „Soundtrips NRW - look inside“ in der Stadt Duisburg.
Er war mit Ruth Bamberg verheiratet, ihr gemeinsamer Sohn Jonathan Bamberg ist Schauspieler in Berlin.

## Diskographische Hinweise

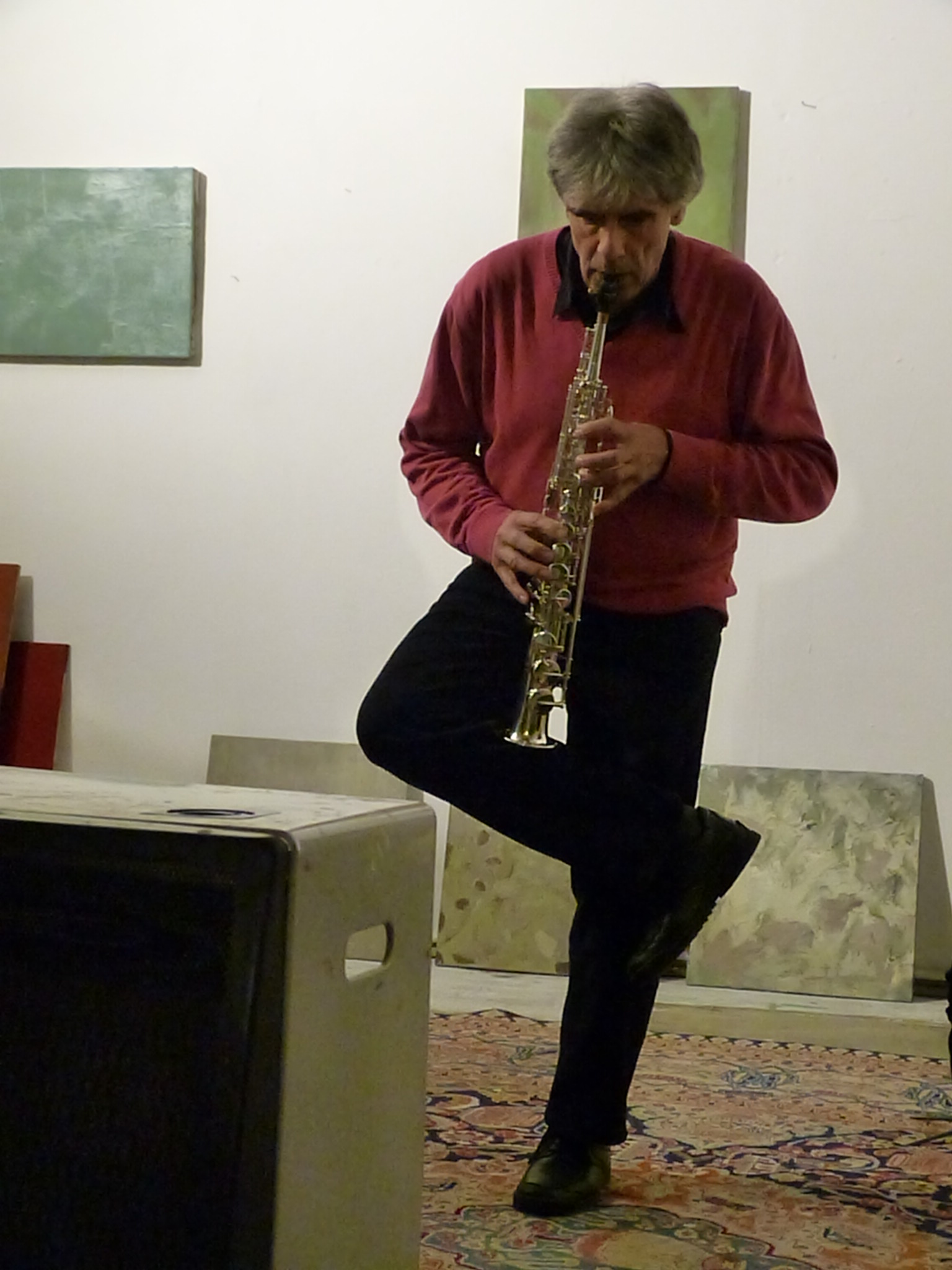
Philippe Micol (im Konzert mit Sofia Jernberg und Salim Javaid im Atelier Dürrenfeld/Geitel Köln 2018)

- Urs Voerkel / Jacques Widmer / Philippe Micol Sechstel (Unit Records 1987)
- New York Interviews (Unit Records 1996; mit Gregg Bendian, Jim Staley, Michael Lytle, Paul Plimley, Fred Lonberg-Holm, Sean G. Meehan, Paul Hoskin, Lisle Ellis, William Winant)
- Malcolm Goldstein / Philippe Micol / Franz Aeschbacher Live in Montreal and Toronto  (Arche Z, 1996)
- Malcolm Goldstein A Sounding of Sources (New World Records 2008; mit Radu Malfatti, Philippe Racine, Beat Schneider)[2]
- Philippe Micol / Martin Theurer Zehn (Happy Few 2010)